# ホセ・クエバス
ホセ・クエバス（Jose Cuevas、1957年12月27日 - ）は、メキシコの男性プロボクサー。メヒコ州サント・トマス・デ・ロス・プラタノス出身。元WBA世界ウェルター級王者。

## 来歴
1971年11月14日、13歳でプロデビューし、2回KO負け。
1975年9月27日、19戦目でメキシコウェルター級王座を獲得した。
1976年7月17日、22戦目で世界王座初挑戦。WBA世界ウェルター級王者アンヘル・エスパダに挑戦し、2回KO勝ちで世界王座を獲得した。
1976年10月27日、石川県金沢市の金沢実践倫理記念会館で辻本章次と対戦し、6回KO勝ちで初防衛に成功した。
以後も、前王者エスパダ（2度）、ビリー・バッカスなどを相手に4年間・計11度の防衛に成功した。そのうち10度がKO勝ちであった。
1980年8月2日、トーマス・ハーンズと対戦し、2回KO負けで王座から陥落した。
1981年11月7日、ロジャー・スタフォードと対戦し、10回判定負け。この試合はリングマガジン アップセット・オブ・ザ・イヤーに選出された。
1983年1月29日、ロベルト・デュランと対戦し、4回TKO負け。
1986年3月3日、のちのWBA世界スーパーミドル級王者スティーブ・リトルと対戦し、10回判定負け。
1986年12月19日、のちのWBC世界ウェルター級王者ホルヘ・バカと対戦し、2回KO負け。
1989年9月25日、元WBC世界スーパーウェルター級王者ルペ・アキノと対戦し、2回KO負け。この試合を最後に引退した。

## 獲得タイトル
- WBA世界ウェルター級王座（防衛11度）